# Брсјачка буна
Брсјачка буна је подигнута од стране локалног српског становништва против турског и качачког насиља у Македонији 1881—1882. на простору југозападне, Вардарске Македоније, између Битоља, Охрида, Прилепа и Кичева. Подручје је раније било територија некадашњег племена по имену Брсјаци, одакле долази и име буне.
Припреме за устанак су почеле још 1879. године, након неповољног исхода за Вардарску Македонију на Берлинском конгресу, а устанак званично почиње на Петковдан 1880. године у селу Велмевци.
После српско-турских и руско-турских ратова 1875—1878. у подручје Брсјака продиру качачке банде и нападају народ, који се организује за одбрану. Четовође су Диме Чакре, Ацо Карев, Никола Ковачот, Мицко Крстић, Илија Делија поп Христо и други. Хајдучке акције су појачане, а придружују се и Срби, македонски ветерани, из управо завршених ратова против Турака.
Отпор је организован са средиштем у Демир Хисару, а најактивнији крај буне је Крушево. Године 1881. и 1882. на више места се воде борбе против Турака и Качака. У нахији Пореч која је имала 36 села наоружани народ са вођама Стеваном и Кузманом Петревским је ослободио нахију у потпуности. Још у првим данима устанка четници су решили да се обрачунају са свим вођама качачких банди које су терорисале крај, па су тако ликвидирали Смаил-агу, Бајрам Дурмиша, Ћерим-калеша и Јашар-агу.
Стеван је од Турака признат за вођу побуњеника у Кичеву. Међутим Турци га на превару отрују, и пале села у нахији. Потом су открили групе и организације побуњеника у селима, Крушеву и Охриду. Око 700 људи је похапшено и буна је угушена.